# Psathyrostachys lanuginosa
Psathyrostachys lanuginosa là một loài thực vật có hoa trong họ Hòa thảo. Loài này được (Trin.) Nevski miêu tả khoa học đầu tiên năm 1934.